# Nino Mozzo
Nino Mozzo (* 10. März 1911 in Asola; † 19. September 1978 ebenda) war ein italienischer Radrennfahrer.
Nino Mozzo war von Kind an in vielen Sportarten aktiv, unter anderem im Fußball, in der Leichtathletik, im Radsport und im Tamburello. Sein Vater hatte ein Fahrradgeschäft, in dem der Sohn mitarbeitete. Plinio Turazza, Sportlicher Leiter der Nationalmannschaft, wurde auf Mozzos Talent als Radsportler aufmerksam. Nach 30 Siegen auf der Straße wandte sich Mozzo dem Bahnradsport zu. Im Alter von 18 Jahren wurde er italienischer Amateurmeister im Sprint.
1932, bei den Bahnweltmeisterschaften in Rom, wurde Nino Mozzo Vizeweltmeister im Sprint, hinter dem Deutschen Albert Richter, sowie in Wien Zweiter der Europameisterschaft. Er nahm an insgesamt fünf Weltmeisterschaften teil.
1972 wurde Mozzo als Ritter des Verdienstordens der Italienischen Republik ausgezeichnet. In San Giovanni Lupatoto ist das Stadion nach ihm benannt, dort wird auch das Jedermannrennen Memorial Nino Mozzo ausgerichtet.